# Український цвинтар в Монте-Гранде
Український цвинтар в Монте-Гранде — цвинтар в аргентинському місті Монте-Гранде (округ Естебан-Ечеверія, провінція Буенос-Айрес), де поховано багато представників української діаспори. Адреса — вул. Мартін Ф'єро 3500.
Відкритий у середині 1970-х років на ділянці, купленій за гроші, що залишились після відкриття пам'ятника Тарасові Шевченкові в Буенос-Айресі. Проєкт і пляни цвинтаря розробив інженер Ростислав Ільницький.
На цвинтарі є капличка, що визнана архітектурною, історичною та культурною пам'яткою. Каплицю спроєктував архітектор Віктор Гриненко в стилі українського бароко. Зведена в 1986—1987 роках, освячена 11 листопада 1989 року. Ініціаторами будівництва були Василь Іваницький, Борис Вітушинський, Ярослав Тракало та Димитрій Тимочко.
На цвинтарі вставлено пам'ятник на честь поляглих у боротьбі за волю України. Пам'ятник побудовано з ініціятиви колишніх вояків Української дивізії УНА під проводом Степана
Таврицького. Місце під пам'ятника подарувала фундація ім. Тараса Шевченка в Буенос-Айресі. Проєкт пам'ятника виконав архітектор Костіжо. Пам'ятник збудовано завдяки пожертвам громади Буенос-Айресу.
За цвинтаром доглядає Фундація ім. Тараса Шевченка.
2014 року на українському цвинтарі в Монте-Гранде відкрили меморіальну дошку в пам'ять про Героїв Небесної Сотні та загиблих українських військових на Сході України.
2018 року на українському цвинтарі відбулася акція на підтримку Олега Сенцова та інших політв'язнів.

## Поховані
- Роман Зінко — голова Українського товариства Відродження в Аргентині та голова Фундації Тараса Шевченка (Аргентина)
- Мигель Микитей (17 жовтня 1934 — 20 травня 2017, Буенос-Айрес, Аргентина) — єпископ Буенос-Айреської єпархії Покрова Пресвятої Богородиці Української Греко-Католицької Церкви (1999—2010)
- Євген Онацький — український енциклопедист, журналіст і науковець, громадський діяч, член Української Центральної Ради, учасник української революції 1917—1921 років, провідний діяч Організації Українських Націоналістів[1]
- Богдан Стернюк (5 жовтня 1906, Заліщики — 23 червня 1996, Буенос-Айрес) — підприємець, пластун, голова першого конгресу українців Аргентини, засновник Союзу купців та промисловців і Товариства українсько-аргентинських високошкільників.
- Юліан Середяк (19 листопада 1913, Летня, Дрогобицький район, Львівська область — 8 серпня 2000, Буенос-Айрес) — журналіст, редактор газети «Стрийська думка», власник видавництва «ЮС».
- Юрій Полянський (6 березня 1892, Жовтанці, нині Кам'янка-Бузький район, Львівська область — 19 липня 1975, Буенос-Айрес, Аргентина) — український геолог, географ і археолог. Старшина УГА, перший крайовий комендант УВО.[5]